# António da Silveira Ávila
 António da Silveira Ávila   (Calheta, ilha de São Jorge, 9 de Dezembro de 1738 —  Ribeira Seca, Calheta, 21 de Setembro de 1814) foi o 9º Sargento-Mor da Calheta, cargo que exerceu desde 1759 até à sua morte.

## Biografia
Foi um militar do exército português, Sargento-Mor, prestou serviço no exército português Regimento de Guarnição nº 1, aquartelado na Fortaleza de São João Baptista, no Monte Brasil, junto à cidade de Angra do Heroísmo e foi sargento-mor da vila Calheta até 1815, ano em que morreu.
Mandou construir anexa à sua casa, que corresponde ao actual Solar dos Noronhas, na freguesia da Ribeira Seca, a Ermida de Nossa Senhora dos Milagres, construída em 1781.

## Relações familiares
Foi filho de Miguel António da Silveira e Sousa e D. Maria Josefa da Silveira e Cunha. Casou com D. Isabel Micaela de Jesus, de quem teve três filhos:
1. Miguel António da Silveira Sousa que foi o 10º Capitão-Mor da Vila da Calheta, casado com D. Maria da Luz do Canto Moniz (Nossa Senhora da Conceição (Angra do Heroísmo) cidade de Angra do Heroísmo, Terceira, 1800 -?).
2. D. Rosa Josefa da Silveira casou com Manuel José da Silveira.
3. Maria Doroteia da Silveira e Cunha casou com Joaquim José Pereira da Silveira e Sousa.